# District de Binhu
Le district de Binhu (滨湖区 ; pinyin : Bīnhú Qū) est une subdivision administrative de la province du Jiangsu en Chine. Il est placé sous la juridiction de la ville-préfecture de Wuxi.